# Большой шлем исследователей
Большой шлем исследователей — испытание по достижению Северного и Южного полюсов, а также по восхождению на Семь вершин (Эверест, Аконкагуа, Денали, Килиманджаро, Эльбрус, Винсон и Джая или Косцюшко).

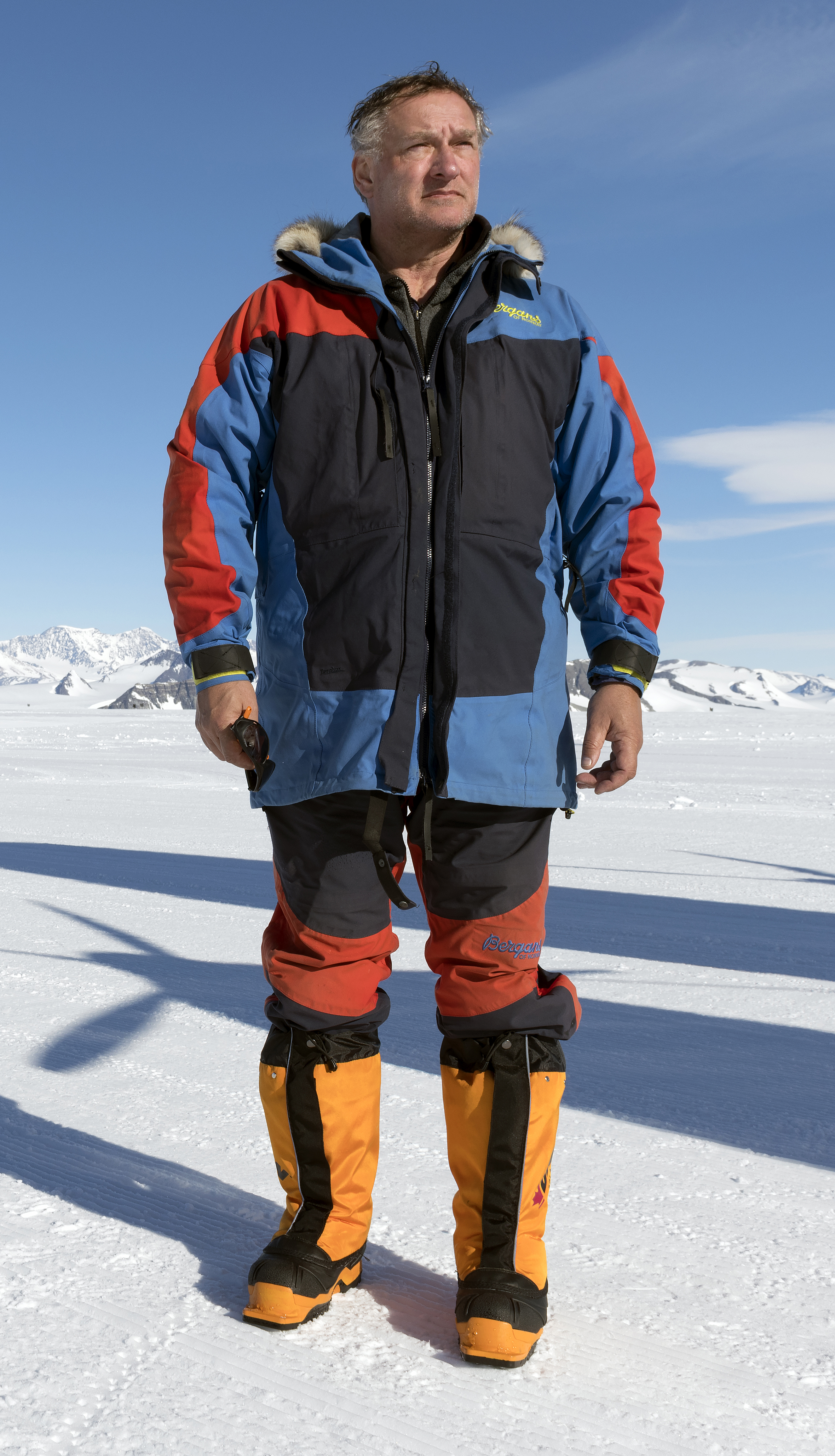
Сэр Дэвид Хэмплман-Адамс в Антарктике в 2018. В 1998 он стал первым человеком завершившим «Большой шлем исследователей».

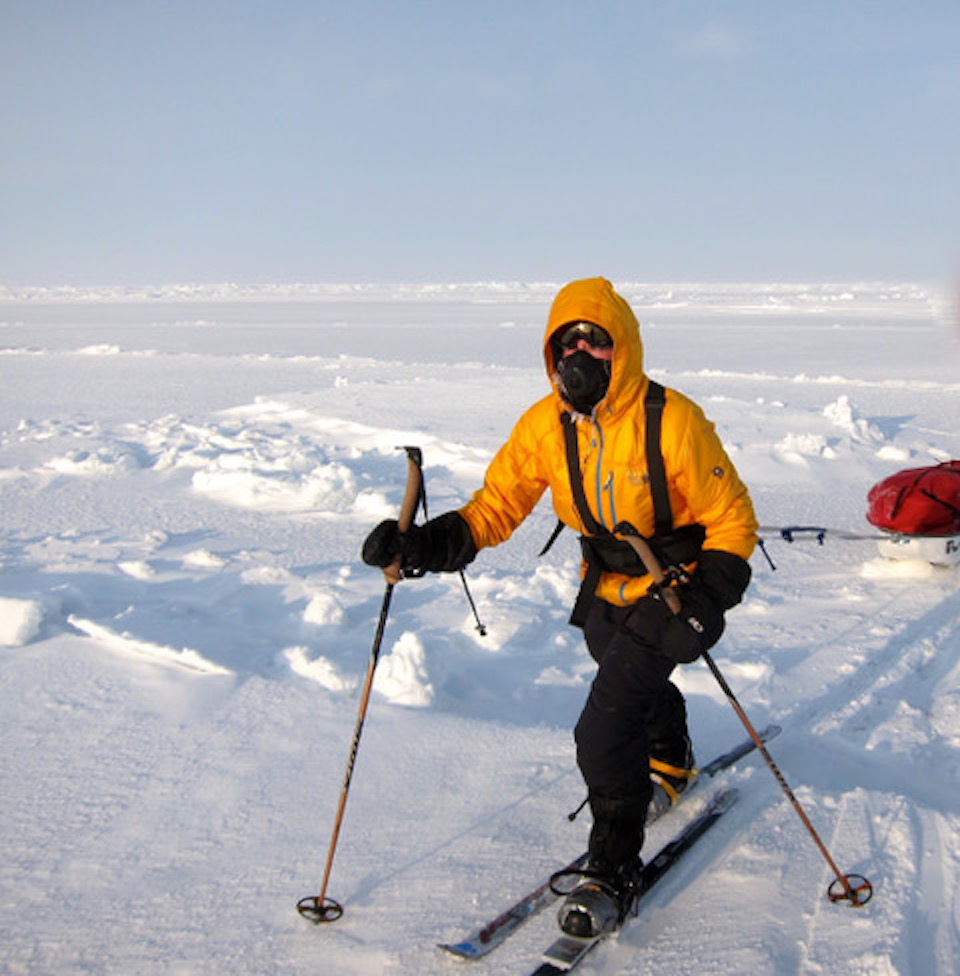
Ванесса О’Брайен преодолевает на лыжах последний градус Северного полюса в качестве члена экспедиции «Большого шлема исследователей» в 2013. Она стала первой женщиной, завершившей «Большой шлем (Последний градус)» менее чем за год.

## Условия испытания
В настоящее время альпинистское сообщество и другие организации, включая Американский альпийский клуб, Клуб первооткрывателей, альпинистские компании, такие как International Mountain Guides, определяют «Большой шлем исследователей» как достижение Семи вершин плюс Северного и Южного полюсов (как минимум «Последний градус»).
Покоряемые вершины зависят от того, на какой из предложенных вариантов семи вершин полагается участник испытания: список Месснера (в качестве высшей точки австралийской плиты принимается Джая) или список Басса (в качестве высшей точки континентальной Австралии принимается гора Косцюшко).
Достижение полюсов вариативно по сложности и продолжительности маршрутов. Классический вариант предполагает старт маршурта в установленной точке на внешней береговой линии, затем переход на санях и лыжах до полюса. Упрощённый вариант, носящий название «Последний градус», включает в себя высадку на широте 89° и достижение полюса (90°) на лыжах.
Вариантом высшей сложности является «Истинный большой шлем исследователей». Он включает в себя покорение всех 14 восьмитысячников, Семи вершин и достижении Северного и Южного магнитных полюсов (14 + 7 + 2).
По состоянию на 2022 г. вся терминология и рекомендации по учёту полярных данных ведутся в соответствии со схемой классификации полярных экспедиций (PECS).

## Достижения
В 1998 году Дэвид Хемплман-Адамс стал первым человеком, завершившим «Большой шлем исследователей».
В апреле 2005 году Пак Ён Сок стал первым человеком, завершившим «Истинный большой шлем исследователей».
В 2011 году Ричард Паркс, бывший игрок сборной Уэльса по регби, стал первым человеком, завершившим «Большой шлем (Последний градус)» менее чем за один год, справившись с испытанием за семь месяцев,
16 апреля 2013 года Ванесса О'Брайен стала первой женщиной, завершившей «Большой шлем (Последний градус)» менее чем за один год, справившись за одиннадцать месяцев.
В 2014 году Ван Цзин поставила рекорд, став самой быстрой участницей среди женщин, справившись с «Большой шлем (Последний градус)» за 142 дня.
27 мая 2016 году Колин О'Брейди стал самым быстрым участником «Большой шлем (Последний градус)», завершив испытание за 139 дней. По состоянию на 2023 год его рекорд не был побит.
12 апреля 2017 года в возрасте 20 лет Марин Минамия стала самым молодым участником, когда-либо завершившим «Большой шлем (Последний градус)».

## Люди, справившиеся с испытанием
Участники представлены в хронологическом порядке.

### Истинный Большой шлем (семь вершин, все восьмитысячники, оба полюса)
1. Пак Ён Сок

### Полноценный Большой шлем (оба полюса с внешней береговой линии)
1. Дэвид Хемплман-Адамс
2. Эрлинг Кагге
3. Фёдор Конюхов
4. Хо Ён Хо
5. Пак Ён Сок
6. Бернар Войер[14]
7. Сесиль Ског
8. Максим Шайя
9. Райан Вотерс[15]
10. Стюарт Смит
11. Юхан Нильсон[16]
12. Вилко ван Руйен[17]

### Большой шлем (один полюс с внутренней береговой линии, второй полюс с внешней береговой линии или «Последний градус»)
1. Харальдур Олафссон (ЮП не от берега)
2. Ху Сви Чиоу (ЮП не от берега)[18]
3. Элисон Левин (СП не от берега)[19]
4. Мостафа Саламех (СП не от берега)[20]
5. Ньюэлл Хантер (СП не от берега)[21]
6. Чжан Лян (ЮП не от берега)[22][23]
7. Гражина Махник (СП не от берега)[24]
8. Яко Оттинк (СП не от берега)[25][26]
9. Жером Бризебур (СП не от берега)[27][28]
10. Марк Шаттлворт (СП не от берега)[29]

### Большой шлем (Последний градус) (оба полюса с 89°)
1. Шон Дисней[30]
2. Воган де ла Харп
3. Сибусисо Вилане
4. Артур Марсден
5. Эндрю Ван Дер Вельде
6. Вернон Техас
7. Уилл Кросс
8. Лей Ванг
9. Нил Лафтон[31]
10. Джо Гамби
11. Роб Гамби
12. Рэндалл Питерс
13. Ван Юнфэн
14. Си Луо
15. Лю Цзянь
16. Ван Ши
17. Чжун Цзяньмин
18. Цзинь Фэйбао[32]
19. Ван Цюян
20. Сюзанна К Нэнс[33]
21. Ричард Паркс
22. Андреа Кардона
23. Джон Далем
24. Мэтью Холт
25. Арнольд Витциг
26. Лен Стенмор[34]
27. Шерил Барт
28. Ванесса О'Брайен[6][7]
29. Себастьян Мерриман[35]
30. Цзин Ванг[8]
31. Таши Малик[36][37]
32. Нунгши Малик[36][37]
33. Омар Самра[38]
34. Мария (Маша) Гордон
35. Колин О'Брэди[9][10][11][12]
36. Джон Мурхаус
37. Виктор Весково[39]
38. Шон Сварнер[40]
39. Марин Минамия[13]
40. Майкл В. Григсби[41][42]
41. Джулия Элинор Шульц[43]
42. Мухамад Мукхараббин Мохтаррудин[44]
43. Майк Гиббонс[45][46]
44. Николаос Мангитсис[47][48]
45. Джосу Фейжу[49][50]
46. Джеймс Холлидей[51]
47. Джоэл Шауэр[52]
48. Александр Панко[53]
49. Лейфур Сваварссон[54]
50. Кхай Нгуен[55][56][57]
51. Тейлор Свейцер[58][59]